# Gerhard Schedlbauer
Gerhard Schedlbauer (* 9. September 1978 in Graz) ist ein ehemaliger österreichischer Squashspieler.

## Karriere
Gerhard Schedlbauer spielte im Jahr 1999 erstmals auf der PSA World Tour. Seine beste Platzierung in der Weltrangliste erreichte er mit Rang 137 im März 2000. Im Jahr 2000 wurde er österreichischer Staatsmeister. Im Doppel gewann er 2015 den Staatsmeistertitel. Mit der österreichischen Nationalmannschaft nahm er 1995, 1997, 1999, 2001 und 2003 an der Weltmeisterschaft teil. Darüber hinaus gehörte er mehrfach zum österreichischen Kader bei Europameisterschaften. Er vertrat Österreich zudem 1999 beim WSF World Cup an der Seite von Pamela Pancis und Clemens Wallishauser. Im Einzel nahm er 2005 an der Europameisterschaft teil und erreichte das Achtelfinale, in dem er Julien Balbo in vier Sätzen unterlag.
Gerhard Schedlbauer hat einen Abschluss als Magister iuris und arbeitet als Rechtsanwalt in Graz.

## Erfolge
- Österreichischer Staatsmeister: 2000
- Österreichischer Staatsmeister im Doppel: 2015